# جنوب الباطنة (محافظة)
محافظة جنوب الباطنة إحدى محافظات سلطنة عمان، وتقع في منطقة الباطنة. تشتهر بمعالمها التاريخية والسياحية مثل حصن الحزم وقلعة الرستاق كما يوجد فيها عدد من العيون مثل عين الكسفة وعين الثوارة في نخل. كما تشتهر ولاية بركاء بجمال طبيعتها الساحلية وبالحياة الطبيعية حيث الطيوروالسلاحف التي تعيش في الجزر التابعة للولاية.

## الموقع
تحتل محافظة جنوب الباطنة موقعا جغرافيا حيويا على الساحل الشمالي لسلطنة عمان حيث تطل على بحر عمان وتمتد من خطمة الملاحة شمالا إلى رأس الحمراء جنوبا وتنحصر بين سفوح الجبال الحجر الغربي غربا وبين بحر عمان شرقا ويصل عرض السهل الساحلي حوالي 25 كم. بلغ إجمالي سكانها نحو 350998 عماني و57835 وافد حسب إحصائيات عام 2003م.

## التقسيم الإداري
تضم محافظة جنوب الباطنة الولايات التالية:
- ولاية الرستاق مركز المحافظة هي ولاية الرستاق.[3]
- ولاية العوابي
- ولاية نخل
- ولاية وادي المعاول
- ولاية بركاء
- ولاية المصنعة

## المعالم السياحية والأثرية
تعد محافظة جنوب الباطنة إحدى الوجهات السياحية الجميلة في سلطنة عمان، حيث تتوافر بها عناصر جذب طبيعية وسياحية وثقافية، تشمل السواحل والبحار والجبال والعيون المائية والكهوف والأودية والمعالم التراثية والثقافية واستكشاف مناطق جديدة لسياحة المغامرات، والكثير من المعالم الطبيعية والعمرانية وتعد مزيجا من العراقة والحداثة.
القلاع والحصون :
تتواجد العديد من القلاع والحصون التي تحكي الإرث العريق لولايات المحافظة منها :.
- قلعة نخل
- قلعة الرستاق
- حصن الحزم
- حصن بركاء
- حصن العوابي
- حصن المصنعة
- حصن بيت النعمان
- برج آل خميس